# Galaxia del Sombrero
La galaxia del Sombrero (también conocida como objeto Messier 104, Messier 104, o NGC 4594) es una galaxia lenticular de la constelación de Virgo a una distancia de 29.35 millones de años luz. Fue descubierta por Pierre Méchain en 1781.
Tiene un núcleo grande y brillante, una inusual protuberancia central, y una destacada banda de polvo en el disco galáctico. Desde la Tierra, es vista de canto, lo que le proporciona una apariencia de sombrero sobre un quinto del diámetro de la Luna llena.
Es una galaxia espiral de la 8.ª magnitud de tipo Sa o Sb. Es invisible a simple vista, pero fácilmente reconocible con pequeños telescopios.

## Información general
La galaxia se sitúa en la constelación de Virgo, aunque no se considera miembro del Cúmulo de Virgo. Una investigación reciente la convierte en la galaxia más brillante en un radio de 10 megaparsecs, con una magnitud absoluta intrínseca de –22,8.
El diámetro de M104 se sitúa entre los 50 000 y 140 000 años luz. Su masa es aproximadamente de 800 000 millones de soles.
M104 también posee un nutrido sistema de cúmulos globulares, con al menos varios cientos de ellos visibles con grandes telescopios, y una población estimada de 2000 o más, muchos más de los que orbitan la Vía Láctea.
Imágenes recientes revelan que la galaxia tiene un halo galáctico de grandes dimensiones. También parece poseer en su centro un agujero negro con la masa de 109 masas solares.
Nuevos estudios realizados con ayuda del telescopio de infrarrojos Spitzer sugieren que la M104 puede ser en realidad una galaxia elíptica gigante que en el pasado —hace aproximadamente 9000 millones de años— capturó material formando un disco embebido en ella que posteriormente evolucionó para convertirse en lo que vemos hoy.

## Descubrimiento

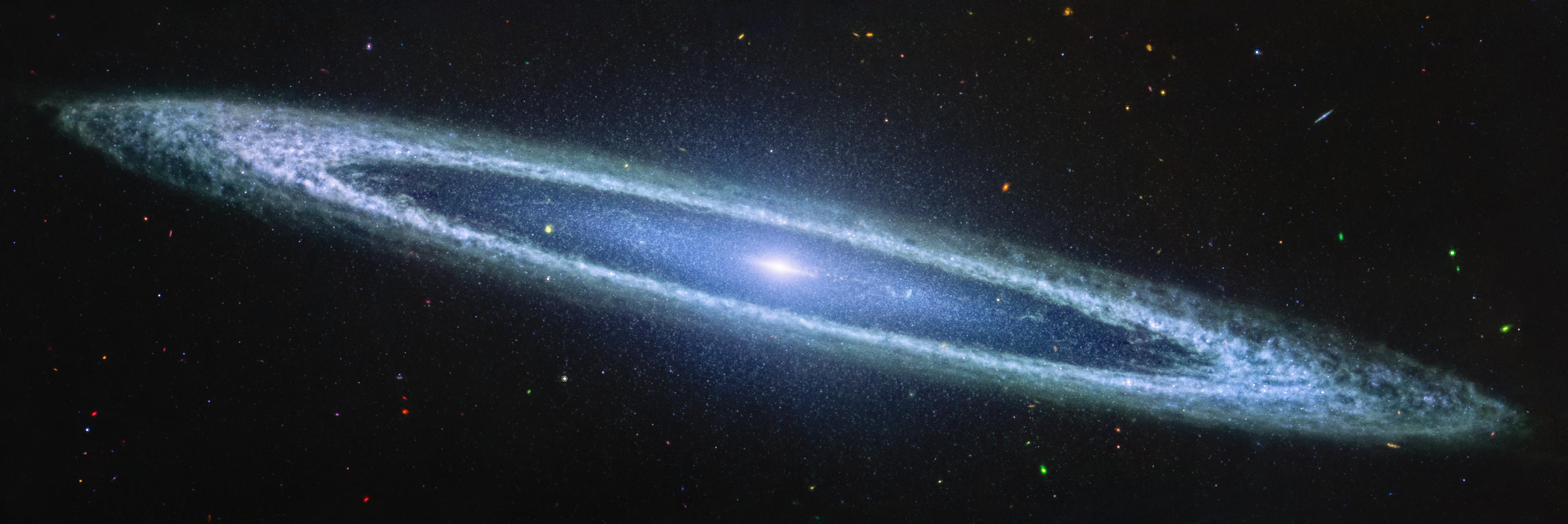
M104 captada por el instrumento de infrarrojo medio del telescopio espacial James Webb en 2024.

La galaxia del Sombrero fue observada por primera vez en mayo de 1781 por Pierre Méchain, colaborador de Charles Messier. Aunque no fue incluida en la versión original del Catálogo Messier, Messier la registró en su copia personal el 11 de mayo de ese mismo año, describiéndola como una «nebulosa muy tenue».
Fue descubierta independientemente por William Herschel el 9 de mayo de 1784.
En 1912, Vesto Slipher descubrió que M104 tenía un gran corrimiento al rojo. Se calculó que se está alejando de la Tierra a una velocidad de 1000 km/s. Esta fue una de las sólidas claves que hicieron pensar que M104 no era una nebulosa, como se pensó tiempo atrás, y que el universo se expande en todas direcciones.